# استادز ترکل
استادز ترکل (انگلیسی: Studs Terkel؛ زاده ۱۶ مهٔ ۱۹۱۲ درگذشته ۳۱ اکتبر ۲۰۰۸) یک پدیدآور، مورخ، و هنرپیشه اهل ایالات متحده آمریکا بود.
او در فیلم هشت مرد بیرونی بازی کرده‌است.